# Sedlo pod Minčolom
Sedlo pod Minčolom, Minčol (1090 m n.p.m.) – płytka, mało wyraźna przełęcz w Górach Czerchowskich w północno-wschodniej Słowacji.

## Położenie, charakterystyka
Przełęcz znajduje się tuż poniżej kopuły szczytowej Minčola, najwyższego szczytu wspomnianej grupy górskiej (ok. 400 m od wierzchołka), w drugorzędnym grzbiecie, odchodzącym od tego szczytu w kierunku pn.-zach. W rzeczywistości jest to płytkie obniżenie zrównanego grzbietu w miejscu, w którym zaczyna się on stromiej wznosić ku wierzchołkowi góry. Na przełęczy polana, poprzerywana grupami drzew i samotnymi świerkami.

## Znaczenie komunikacyjne
Przełęcz nie ma żadnego znaczenia komunikacyjnego, spotykają się na niej jedynie górskie dróżki, którymi poprowadzono dwa szlaki turystyczne.

## Turystyka
Wspomnianym pn.-zach. grzbietem z Ďurkovej przez Šarišské Jastrabie wyprowadza tu szlak  żółty (pierwotnie: czerwony), natomiast pd.-zach. grzbietem Minčola wyprowadzają tu ze stacji kolejowej Pusté Pole przez Kyjov znaki  niebieskie.